# Чивчин

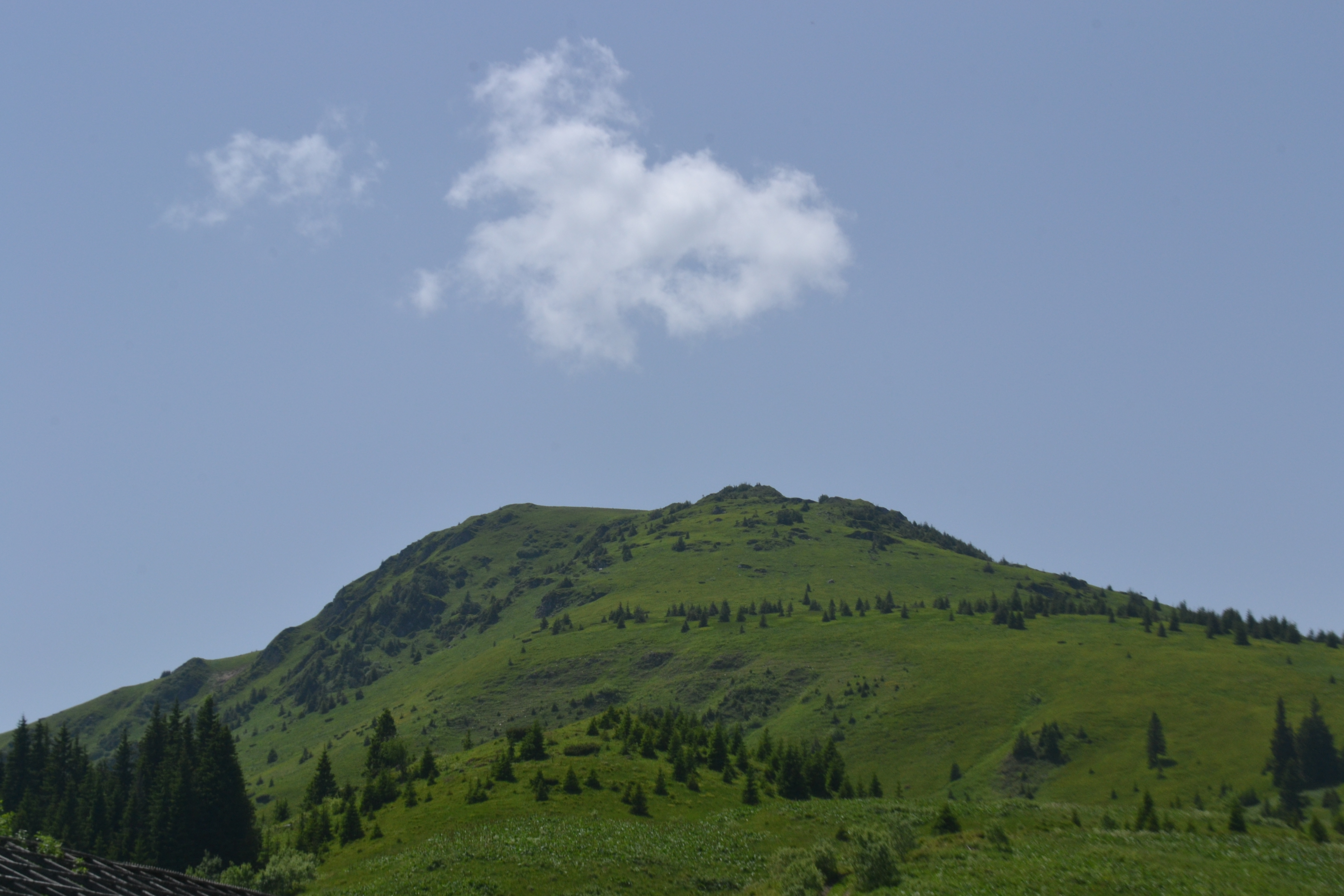

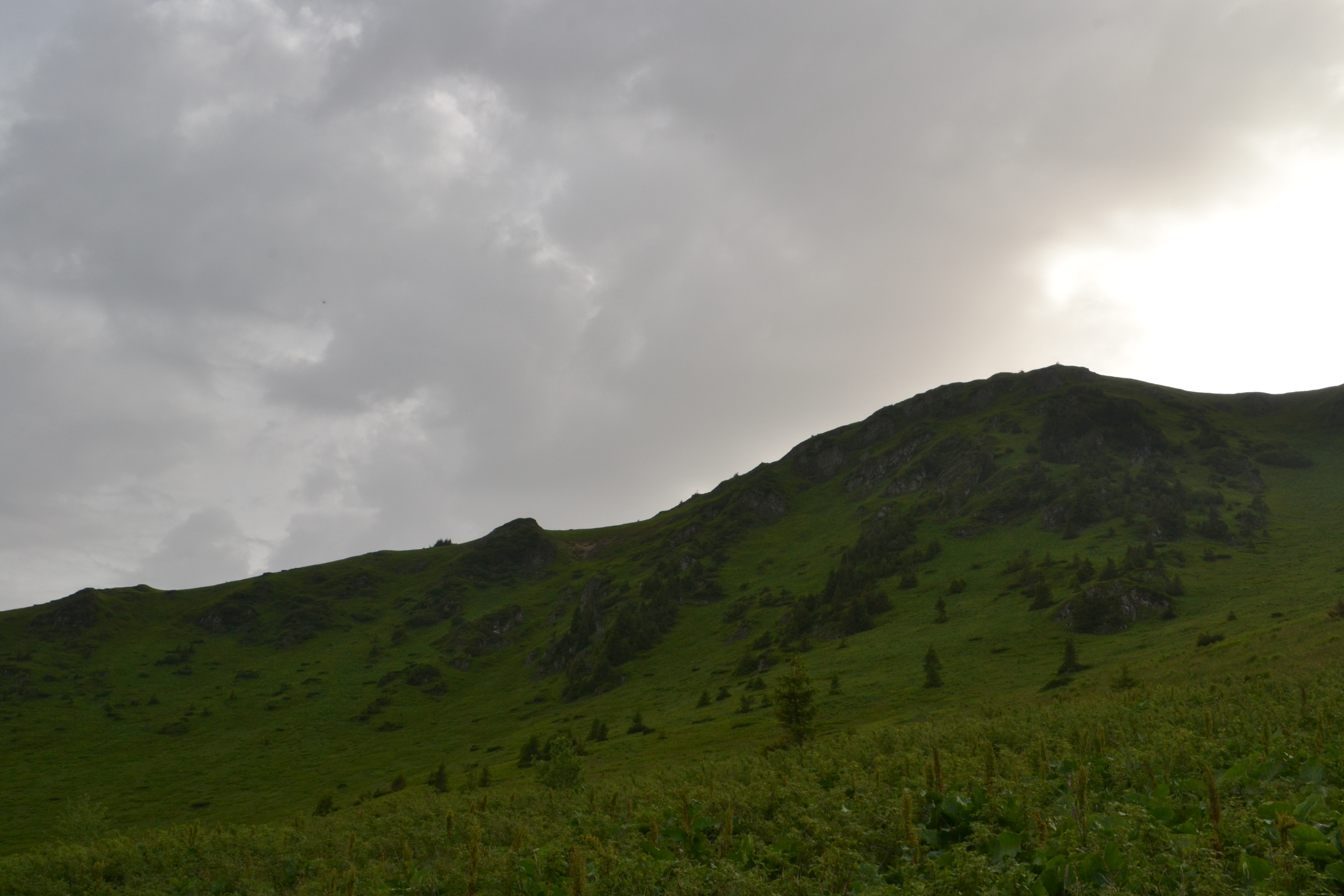

Чивчи́н — гора в Українських Карпатах, у масиві Чивчини (Чивчинські гори). Розташована в межах Верховинського району Івано-Франківської області, на південь від села Буркут.
Висота 1766 м (за іншими даними — 1769 м). Підніжжя і схили гори вкриті лісами, вище — полонини. Схили порівняно стрімкі, східний схил дуже стрімкий, місцями зі скелями. На південний захід від гори проходить українсько-румунський кордон.
Чивчин — найвища вершина Чивчинських гір.
Під горою наявна печера.
Найближчі населені пункти: с. Буркут, с. Шибене (Явірник).
На півдні від гори бере початок струмок Альбін, лівий доплив Чорного Черемоша.
На південно-західних схилах гори бере початок струмок Добрик.